# Blonde Ice
Pour plus de détails, voir Fiche technique et Distribution.
Blonde Ice est un film américain réalisé par Jack Bernhard, sorti en 1948, avec Robert Paige, Leslie Brooks et Michael Whalen dans les rôles principaux. Il s’agit d’une adaptation du roman policier Once Too Often de l’écrivain américain Whitman Chambers.

## Synopsis
Claire (Leslie Brooks) est une journaliste mondaine habituée à fréquenter de riches hommes. Elle finit par se marier à l’un d’entre eux. Or celui-ci la découvre au cou de son amant le jour du mariage. Claire décide alors de supprimer ce mari devenu gênant tout en se forgeant un alibi qui la protège …

## Fiche technique
- Titre original : Blonde Ice
- Réalisation : Jack Bernhard
- Scénario : Kenneth Gamet d'après le roman Once Too Often de Whitman Chambers, avec la participation de Raymond L. Schrock et Dick Irving Hyland (non-crédités)
- Assistant réalisateur : Frank Fox
- Photographie : George Robinson
- Montage : Jason H. Bernie et W. L. Bagier
- Musique : Irving Gertz
- Production : Martin Mooney et Robert E. Callahan
- Société de production : Martin Mooney Productions
- Pays d'origine :  États-Unis
- Langue originale : anglais
- Format : Noir et blanc - 35 mm — 1,37:1 - Mono (RCA Sound System)
- Genre : Film noir, film policier
- Durée : 73 minutes
- Date de sortie :
- États-Unis : 24 juillet 1948

## Distribution
- Robert Paige : Les Burns
- Leslie Brooks : Claire Cummings Hanneman
- Russ Vincent : Blackie Talon
- Michael Whalen : l'avocat Stanley Mason
- James Griffith : Al Herrick
- Emory Parnell : le capitaine Bill Murdock
- Walter Sande : Hack Doyle
- John Holland : Carl Hanneman
- Mildred Coles : June Taylor
- Selmer Jackson : le procureur de district Ed Chalmers
- David Leonard : Dr Geoffrey Kippinger
- Jack Del Rio : Roberts
- Julie Gibson
- Rory Mallinson : le sergent Benson